# Eric Andersen

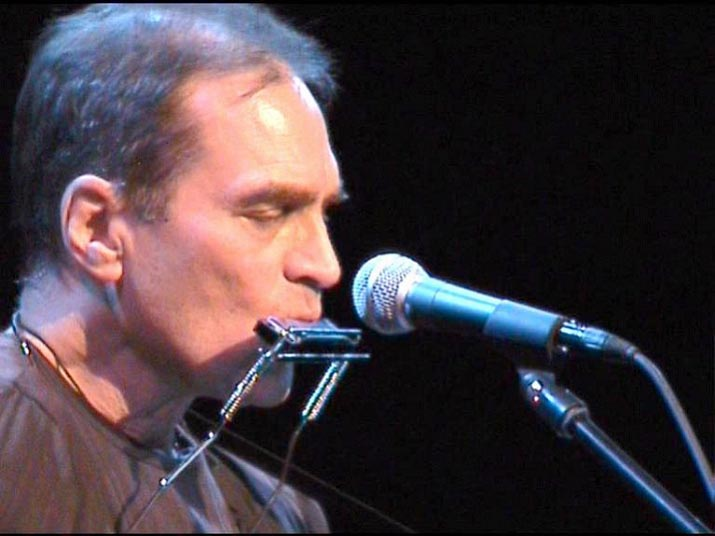
Eric Andersen (2006)

Eric Andersen (* 14. Februar 1943 in Pittsburgh) ist ein US-amerikanischer Sänger und Songschreiber.

## Leben

### Kindheit und Jugend
Musik nahm schon früh einen wichtigen Platz im Leben von Eric Andersen ein. Mit acht Jahren begann er Gitarre zu spielen und brachte sich daneben auch noch selbst das Klavierspielen bei. Neben Musik und Schule beschäftigte sich Andersen intensiv mit den Werken von Beat-Generation-Autoren wie Allen Ginsberg und Jack Kerouac. Aber auch Klassiker wie Charles Baudelaire und Arthur Rimbaud führte sich Andersen zu Gemüte. Diese Lektüre beeinflusste in weiterer Folge Stil und Inhalte der Lieder, die er schrieb. In seinem Songwriting zeigte er später stets einen Hang zum Poetischen, Philosophischen und Verträumt-Romantischen.

### New York
Andersen zog nach Geneva im US-Bundesstaat New York und besuchte dort das Hobart College. Nach zwei Jahren brach er sein Studium ab und trampte an die Westküste nach San Francisco, wo er versuchte, in Kaffeehäusern ein Publikum für seine Lieder zu finden. 1963 wurde er schließlich von Tom Paxton entdeckt und nach New York City eingeladen, wo er bald zu der damaligen Greenwich Village Folkszene um Bob Dylan, Richard und Mimi Farina, Phil Ochs und Joan Baez gehörte. Hier lernte er auch Deborah Green kennen, eine Sängerin und Clubbesitzerin, die er später heiratete.

### Musikerkarriere
In New York begann Andersens Musikerkarriere. Schon nach wenigen Auftritten in Gerde´s Folk City und im Gaslight Cafe, bei denen er bereits eigene Songs vorstellte, bekam er im Februar 1964 begeisterte Kritiken in der New York Times und in weiterer Folge einen Plattenvertrag bei Vanguard Records.

#### Schallplatten
Das erste Album Today Is The Highway (1965) blieb ein Insidertip aber schon mit seiner zweiten im Jahr 1966 erschienenen Platte Bout Changes ´N Things erzielte Andersen einen beachtlichen Erfolg. Das Stück Thirsty Boots aus diesem Album wurde in der Version von Judy Collins populär, während das in einer sehr poetisch gehaltenen Sprache Violets Of Dawn von Musikern der verschiedensten Stilrichtungen übernommen wurde und Andersen „als Meister der lyrischen und romantischen Ballade etablierte“. (Roxon)
Im selben Jahr spielte er erstmals auf dem Newport Folk Festival, nachdem er im Jahr zuvor schon beim Cambridge Folk Festival in England zu hören gewesen war. Ebenfalls im Jahr 1966 drehte Andy Warhol mit ihm den nie veröffentlichten Film Space.
Obwohl ihn die New York Times als „einen der hervorragendsten jungen Song-Lyriker“ lobte, konnte Andersen auf seinen Platten nicht immer überzeugen. Vor allem sein 1969 erschienenes Album Avalanche wurde ob der Mischung aus Couplets, Blueswalzern, Gospelsongs und Protestliedern mit teils harscher Kritik bedacht. Die Platte wurde als missglückt bezeichnet und Andersen selbst künstlerische Richtungslosigkeit attestiert.
Bei weiteren Produktionen fand Andersen wieder zu mehr stilistischer Sicherheit und legte 1972 mit Blue River ein Album vor, das einen leichten Countryeinschlag hatte und als seine beste Arbeit bezeichnet wird. Auch kommerziell war Blue River erfolgreich und ist bis heute Andersens meistverkaufte Platte.
In den 1970er und 1980er Jahren tourte Andersen durch Folkclubs in den USA und Europa, spielte sporadisch Schallplatten ein und verlegte seinen Wohnsitz nach Norwegen.

#### Norwegen
In seiner neuen Wahlheimat gründete Andersen ein eigenes Plattenlabel und nahm 1991 mit Rick Danko und dem norwegischen Folksänger Jonas Fjeld das Album Danko/Fjeld/Andersen auf, das 1992 den Spelleman´s Pris erhielt, das norwegische Gegenstück zu den amerikanischen Grammys. Außerdem brachte das Trio 1993 Ridin´ On The Blinds heraus.

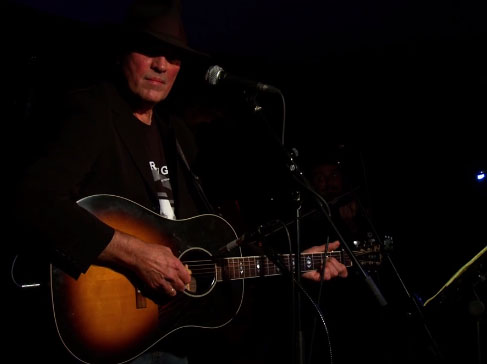
Eric Andersen bei einem seiner Konzerte.

#### Plattenveröffentlichungen USA
Inzwischen wurden auch in den USA weitere Platteneinspielungen veröffentlicht. 1989 erschien Ghosts Upon The Road, das bei Musikkritikern durchgehend auf Zustimmung stieß. Der Rolling Stone etwa klassifizierte es „als eines der besten Alben der achtziger Jahre“.
1991 kam Stages: The Lost Album auf den Markt, das eigentlich als Nachfolgeplatte für Blue River vorgesehen war, dessen Masterbänder aber unter ungeklärten Umständen zuerst verlorengingen und siebzehn Jahre später plötzlich wieder auftauchten.
1998 erschien beim deutschen Label Normal Records Memories Of The Future, in dem der Idealist und Utopist Andersen eine vorläufige Zwischenbilanz zog. Die Platte kam auf ungewöhnliche Art und Weise zustande. Andersen verschickte seine Basisaufnahmen an Musikerkollegen wie Richard Thompson, Rick Danko und Garth Hudson, die dann die freien Spuren nach eigenem Gutdünken bespielten. Die deutschsprachige Ausgabe des Rolling Stone befand dazu: „…durchaus gesellschaftskritische Songs mit poetischen Bildern, verpackte Frustration und Zorn in schönen Metaphern.“ Im gleichen Jahr tourte Andersen auch wieder durch Europa.
In You Can´t Relive The Past (2000) arbeitete Andersen seine eigene Geschichte auf. Den Titelsong spielte er zusammen mit Lou Reed ein. Weitere Veröffentlichungen waren die Doppel-CD Beat Avenue (2003), The Street Was Always There (2004), ein nostalgischer Rückblick auf seine Zeit in Greenwich Village und Waves aus dem Jahr 2005.
Am 25. März 2010 gab Andersen im Kölner Theater Der Keller ein Konzert, das mitgeschnitten und 2011 in einem vierzig Minuten langen Auszug unter dem Titel The Cologne Concert veröffentlicht wurde. Begleitet wurde er vom italienischen Geiger Michele Gazich und von Ehefrau Inge Andersen.
Songs von Eric Andersen wurden u. a. von Bob Dylan, Linda Ronstadt, Johnny Cash, Grateful Dead und Peter, Paul and Mary gecovert.

## Gegenwart
Eric Andersen lebt mit seiner Familie in der Nähe von Oslo, pendelt regelmäßig zwischen Oslo und New York City hin und her, geht nach wie vor auf Tournee und schreibt Lieder.